# Dominic Oley
Dominic Oley (* 1980 in Meerbusch) ist ein deutscher Schauspieler, Theaterregisseur, Dramatiker und Drehbuchautor.

## Leben
Dominic Oley studierte ab 2001 Schauspiel am Wiener Max Reinhardt Seminar, das Studium schloss er 2005 ab. Unterricht erhielt er unter anderem bei Karlheinz Hackl, Artak Grigorjan, Klaus Maria Brandauer und Samy Molcho.
Anschließend war er festes Ensemblemitglied am Schauspiel Essen, wo er unter anderem als Peter Squenz im Sommernachtstraum, als Cem in der Uraufführung von Ehrensache, als Elm in der Uraufführung von Schlafengehn und als Comedian Harmonist Harry zu sehen war. Seit 2009 lebt und arbeitet er als freier Autor, Regisseur, Schauspieler und Musiker in Wien. Im Mai 2010 feierte die Uraufführung seines Stückes Flaneur of Fear im Theater Drachengasse Premiere. Als Regisseur inszenierte er unter anderem bei den Wiener Wortstätten und am Theater an der Gumpendorfer Straße, in der Spielzeit 2012/13 führte er bei Minus und die verrückte Hutjagd am Landestheater Niederösterreich Regie.
Im Rahmen der Verleihung des Nestroy-Theaterpreises 2013 war er in der Kategorie Beste Nebenrolle für seine Darstellung des Dr. Feldmann in Jägerstätter von Felix Mitterer und des Mulholland in Speed von Zach Helm am Theater in der Josefstadt nominiert, wo er 2016 in der Uraufführung von Ödön von Horváths Drama Niemand in der Rolle des Klein und in Der Gockel von Georges Feydeau als Pontagnac zu sehen war. In der Saison 2017/18 war er dort in der Titelrolle der Bühnenfassung von Shakespeare in Love an der Seite von Swintha Gersthofer als Viola de Lesseps zu sehen. Im September 2018 feierte er mit der Uraufführung der Komödie Vier Stern Stunden von Daniel Glattauer an den Wiener Kammerspielen in der Rolle des Hoteliers David-Christian Reichenshoffer Premiere.
Im Kinofilm Therapie für einen Vampir hatte er 2014 an der Seite von Cornelia Ivancan und Tobias Moretti als Maler Viktor eine Hauptrolle. In der Arte/ZDF/ORF-Dokumentation über Queen Victoria verkörperte er 2019 die Rolle von Albert von Sachsen-Coburg und Gotha, neben Franziska Singer als Victoria.
Bei den Salzburger Festspielen debütierte er 2019 in Sommergäste von Maxim Gorki in der Rolle des Nikolaj Samyslow. 2021 inszenierte er beim Theatersommer Haag die Nestroy-Posse Der Zerrissene mit Miriam Fussenegger als Kathi und Intendant Christian Dolezal als Herr von Lips. Für den ORF/Arte-Fernsehfilm Zwei gegen die Bank (2024) schrieb er das Drehbuch.

## Filmografie (Auswahl)

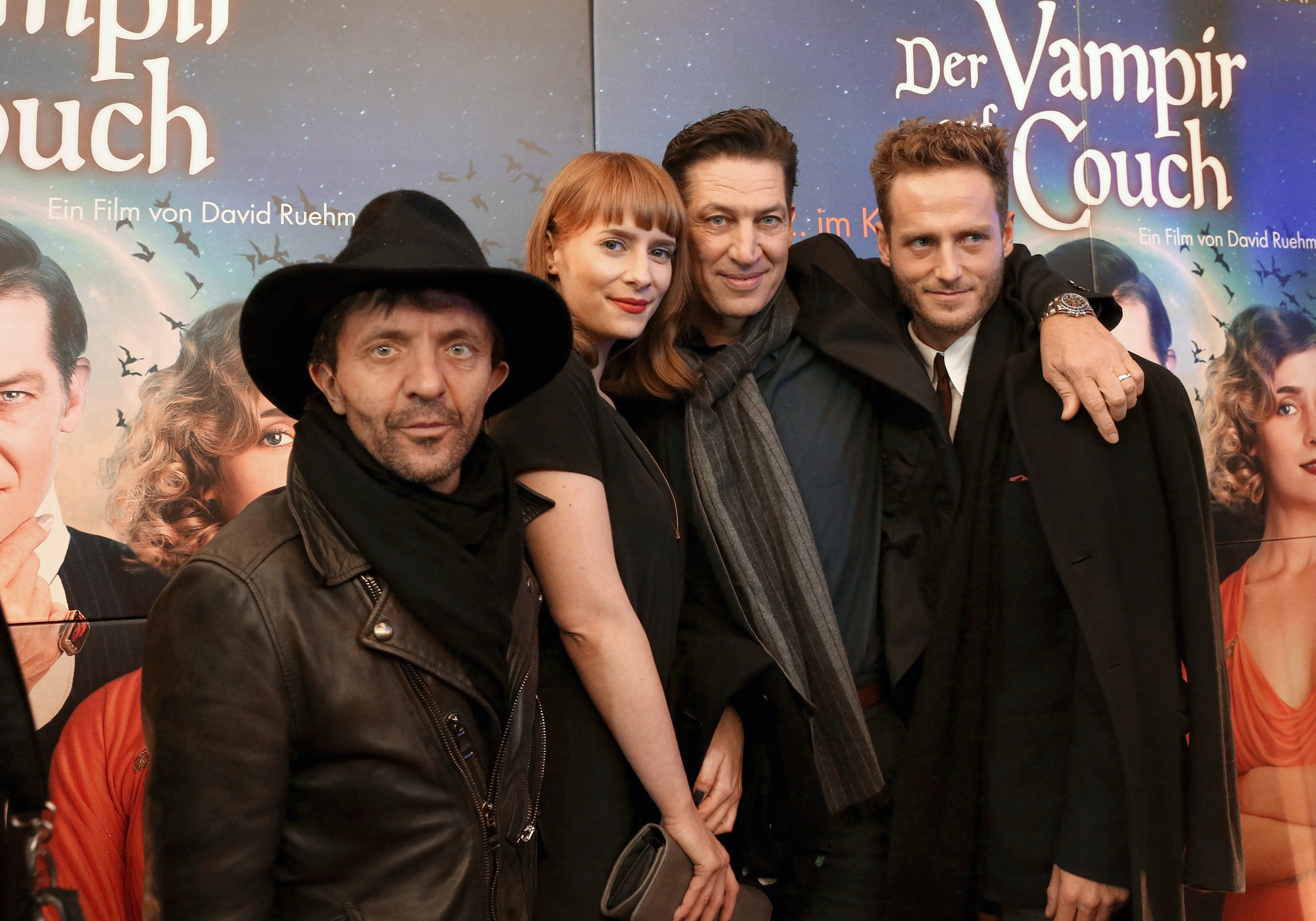
Dominic Oley (rechts) mit David Bennent, Cornelia Ivancan und Tobias Moretti bei der Premiere von Der Vampir auf der Couch (2014)

- 2004: In Gedanken – Lost in Thought (Kurzfilm)
- 2004: Mein Vater, meine Frau und meine Geliebte
- 2004: Tag ohne Ende (Kurzfilm)
- 2005: Hastig werden wir leiser
- 2009: Alarm für Cobra 11 – Die Autobahnpolizei – Das Kartell
- 2013: Kalte Probe
- 2014: Der Vampir auf der Couch
- 2015: Milk & Honey (Kurzfilm)
- 2016: Las Meninas (Kurzfilm)
- 2016: Die Hochzeit (Kurzfilm)
- 2017: SOKO Kitzbühel – Vermächtnis
- 2018: Die Toten von Salzburg – Königsmord
- 2019: Bettys Diagnose – Eins mit Sternchen
- 2019: Fisch lernt fliegen
- 2019: SOKO Donau – Liebesdienst
- 2019: Universum History – Victoria – Geheimnisse einer Jahrhundertqueen
- 2024: Zwei gegen die Bank (Fernsehfilm, Drehbuch)
- 2025: Crash Site/My_Never_Ending_Burial_Plot

## Theaterstücke (Text/Regie)
- 2010: Flaneur of Fear (Text und Regie: Dominic Oley) Theater Drachengasse Wien
- 2011: King Liar (Text und Regie: Dominic Oley) TAG, Theater an der Gumpendorferstraße Wien
- 2012: Plotting Psycho (Text und Regie: Dominic Oley) TAG, Theater an der Gumpendorferstraße Wien
- 2012: Minus und die verrückte Hutjagd (Text und Regie: Dominic Oley) Landestheater Niederösterreich
- 2013: Kissing Mister Christo (Text und Regie: Dominic Oley) TAG, Theater an der Gumpendorferstraße Wien
- 2013: Final Girls (Text und Regie: Dominic Oley) Theater Drachengasse Wien
- 2016: Hom(m)e Alone (Text und Regie: Dominic Oley) Bronski und Grünberg Theater
- 2017: My Funny Valentino (Text und Regie: Dominic Oley) Bronski und Grünberg Theater
- 2017: Titanic (Text und Regie: Dominic Oley) Bronski und Grünberg Theater
- 2018: Frankenstein (Text und Regie: Dominic Oley) Landestheater Niederösterreich, Sankt Pölten
- 2019: Exorzist (Text und Regie: Dominic Oley) Bronski und Grünberg Theater
- 2020: Die Roten Augen von London (Text und Regie: Dominic Oley) Bronski und Grünberg Theater
- 2020: Onkel Wanja – Die Sitcom. (Regie: Dominic Oley) Bronski und Grünberg Theater
- 2022: der große Diktator (Fassung / Regie: Dominic Oley) Kammerspiele der Josefstadt Wien
- 2023: Der nackte Wahnsinn (Regie: Dominic Oley) Stadttheater Klagenfurt
- 2025: Der Fall Moriaty (Regie: Dominic Oley) Kammerspiele der Josefstadt, Wien.